# Prix Paul Leguerney
Prix Paul Leguerney är ett travlopp för 4-åriga varmblodiga ston som körs på Vincennesbanan utanför Paris i Frankrike varje år. Det går av stapeln samma dag som Prix Phaeton. Det är ett Grupp 2-lopp, det vill säga ett lopp av näst högsta internationella klass. Loppet körs över distansen 2700 meter. Förstapris är 54 000 euro, vilket gör loppet till ett av de större fyraåringsloppen i Frankrike.

## Vinnare
| År   | Häst                | Efter               | Kusk                     | Tränare                  | Distans             | Tid                 |
| ---- | ------------------- | ------------------- | ------------------------ | ------------------------ | ------------------- | ------------------- |
| 2025 | Liza Josselyn       | Ready Cash          | Jean-Michel Bazire       | Jean-Michel Bazire       | 2 175 m             | 1'10"9              |
| 2024 | Keen Winner         | Ready Cash          | Anthony Barrier          | Thibault Lamare          | 2 175 m             | 1'12"7              |
| 2023 | Just Love You       | Love You            | Alexandre Abrivard       | Laurent-Claude Abrivard  | 2 175 m             | 1'10"7              |
| 2022 | Inoubliable         | Prodigious          | Éric Raffin              | Philippe Moulin          | 2 175 m             | 1'11"7              |
| 2021 | Hirondelle Sibey    | Gazouillis          | Éric Raffin              | Alice Dubert             | 2 700 m             | 1'12"8              |
| 2020 | Green Grass         | Bold Eagle          | Mathieu Mottier          | Sébastien Guarato        | 2 700 m             | 1'13"1              |
| 2019 | Freyja du Pont      | Quinoa du Gers      | Jean-Michel Bazire       | Jean-Michel Bazire       | 2 175 m             | 1'11"1              |
| 2018 | Erminig d'Oliverie  | Scipion du Goutier  | Franck Nivard            | Franck Leblanc           | 2 175 m             | 1'12"4              |
| 2017 | Désirée             | Ready Cash          | Alain Laurent            | Alain Laurent            | 2 850 m             | 1'15"6              |
| 2016 | Cylée Névelé        | Sam Bourbon         | David Thomain            | Philippe Allaire         | 2 850 m             | 1'15"4              |
| 2015 | Billie de Montfort  | Jasmin de Flore     | Éric Raffin              | Sébastien Guarato        | 2 875 m             | 1'13"9              |
| 2014 | Africaine           | Oiseau de Feux      | Jean-Étienne Dubois      | Jean-Étienne Dubois      | 2 850 m             | 1'15"2              |
| 2013 | Varade d'Hermine    | Legs du Clos        | Jean-Michel Bazire       | Jean Michel Baudouin     | 2 850 m             | 1'15"9              |
| 2012 | Unabella Perrine    | Diamant Gédé        | Charles-Antoine Mary     | Jean Francois Mary       | 2 850 m             | 1'13"8              |
| 2011 | The Lovely Gwen     | And Arifant         | Éric Raffin              | Fabrice Souloy           | 2 875 m             | 1'16"6              |
| 2010 | Soif de Limonade    | Niky                | Pierre Levesque          | Pierre Levesque          | 2 850 m             | 1'14"7              |
| 2009 | Ravanella           | Jain de Beval       | Dominik Locqueneux       | Michael Jean Ruault      | 2 850 m             | 1'14"7              |
| 2008 | Qualita Bourbon     | Love You            | Jean-Pierre Dubois       | Jean Baudron             | 2 850 m             | 1'16"9              |
| 2007 | Pearl Queen         | Carpe Diem          | Thierry Duvaldestin      | Thierry Duvaldestin      | 2 850 m             | 1'13"8              |
| 2006 | Otica Starlett      | Esotico Star        | Frédéric Prat            | Frédéric Prat            | 2 850 m             | 1'16"4              |
| 2005 | Névéalone du Dungy  | Corot               | Mathieu Fribault         | Christophe Ecalard       | 2 850 m             | 1'21"9              |
| 2004 | Mazarina            | Goetmals Wood       | Jean-Étienne Dubois      | Jean-Étienne Dubois      | 2 850 m             | 1'15"3              |
| 2003 | Lazio du Bourg      | Tadzio de la Mottet | Joël Van Eckhaute        | Joël Van Eckhaute        | 2 700 m             | 1'14"5              |
| 2002 | Kiss Melody         | Extreme Dream       | Dominik Locqueneux       | Pierre-Désiré Allaire    | 2 700 m             | 1'15"3              |
| 2001 | Justine des Prés    | Blue Dream          | Marion Hue               | Marion Hue               | 2 700 m             | 1'17"               |
| 2000 | Ipson de Mormal     | Biesolo             | Ulf Nordin               | Ulf Nordin               | 2 100 m             | 1'12"9              |
| 1999 | Hermès du Buisson   | Buvetier d'Aunou    | Bernard Piton            | Jean-Pierre Dubois       | 2 100 m             | 1'14"               |
| 1998 | Général du Pommeau  | Sebrazac            | Jules Lepennetier        | Jules Lepennetier        | 2 100 m             | 1'13"3              |
| 1997 | Fighter Horse       | Timorky             | Claude Lamour            | Claude Lamour            | 2 100 m             | 1'14"3              |
| 1996 | Easy to Drive       | Royal Ludois        | Jean-Michel Bazire       | Pierre-Désiré Allaire    | 2 100 m             | 1'14"               |
| 1995 | Dresden             | Tarass Boulba       | Jean-Étienne Dubois      | Jean-Étienne Dubois      | 2 100 m             | 1'15"5              |
| 1994 | Camino              | Firstly             | Jean-Pierre Dubois       | Jean-Pierre Dubois       | 2 200 m             | 1'16"               |
| 1993 | Big Prestige        | Royal Prestige      | Ulf Nordin               | Ulf Nordin               | 2 375 m             | 1'17"3              |
| 1992 | Axe des Sarts       | Mon Ouiton          | Fernand-Floribert Dubois | Fernand-Floribert Dubois | 2 375 m             | 1'16"3              |
| 1991 | Vroum d'Or          | Lurabo              | Bertrand Lefèvre         | Bertrand Lefèvre         | 3 000 m             | 1'17"6              |
| 1990 | Uthan               | Florestan           | Yves Dreux               | Alain Houssin            | 3 000 m             | 1'18"               |
| 1989 | Triton du Ranch     | Mon Ouiton          | Joël Hallais             | Joël Hallais             | 2 100 m             | 1'17"4              |
| 1988 | Sin d'Algot         | Aigle Noir          | Jean-René Gougeon        | Jean-René Gougeon        | 2 100 m             | 1'18"9              |
| 1987 | Rose du Marquais    | Fakir du Vivier     | Jean-Claude Hallais      | Jean-Claude Hallais      | 2 350 m             | 1'19"1              |
| 1986 | Quadrophenio        | Dekeel              | Daniel Béthouart         | Daniel Béthouart         | 2 375 m             | 1'16"5              |
| 1985 | Potin d'Amour       | Chambon P           | Jan Kruithof             | Jan Kruithof             | 3 025 m             | 1'16"4              |
| 1984 | course non disputée | course non disputée | course non disputée      | course non disputée      | course non disputée | course non disputée |
| 1983 | Nevers              | Chambon P           | Jan Kruithof             | Jan Kruithof             | 2 750 m             | 1'19"8              |
| 1982 | Minou du Donjon     | Quioco              | Michel Roussel           | Jean-Lou Peupion         | 2 750 m             | 1'20"4              |
| 1981 | Ludo du Chignon     | Quito               | Ghislain Fontenay        | Ghislain Fontenay        | 2 750 m             | 1'18"2              |